# Піскулешть
Піскулешть, Піскулешті (рум. Pisculești) — село у повіті Прахова в Румунії. Входить до складу комуни Тіносу.
Село розташоване на відстані 44 км на північ від Бухареста, 12 км на південь від Плоєшті, 97 км на південь від Брашова.

## Населення
За даними перепису населення 2002 року у селі проживали 677 осіб, усі — румуни. Усі жителі села рідною мовою назвали румунську.